# Kalonisi
Kalonisi (griechisch Καλονήσι (n. sg.)), vormals als Pelouzo (Πελούζο oder (n. sg.)) bekannt, ist eine unbewohnte Insel des Ionischen Meeres im Osten der Bucht von Laganas (Κόλπος του Λαγανά Kólpos tou Laganá) vor der Süd-Ost-Küste von Zakynthos. Die Insel liegt etwa 1,7 Kilometer vor der Südostküste von Zakynthos und gehört zum Meeresnationalpark Zakynthos (Εθνικού Θαλάσσιου Πάρκου Ζακύνθου). An ihrem Strand befinden sich Eiablageplätze der Unechten Karettschildkröte, die in das Programm Natura 2000 aufgenommen wurden. 

## Geschichte
Unter venezianischer Herrschaft wurde das katholische Kloster des Heiligen Franziskus gebaut, das dem Mönch Angelos Salviatis übergeben wurde. Salviatis erbaute bis 1705 das Kloster, das der Gottesgebärerin und den Evangelisten gewidmet war, sowie die Kirche der Gottesgebärerin, deren Überreste bis heute erhalten sind.
Später kam die Insel in den Besitz der Familie Komoutos, der sie bis heute gehört.
Das Kloster erlitt im Zweiten Weltkrieg schwere Schäden, als es von der deutschen Wehrmacht bombardiert wurde, und zerfiel vollständig beim Erdbeben von 1953.